# General Alvear partido
General Alvear egy partido (körzet) Argentínában a Buenos Aires tartományban. A fővárosa General Alvear.

## Települések
| - General Alvear - El Chumbeao - El Parche - El Tabaré | - Emma - Los Gatos - Jose Maria Micheo - Santa Isabel - Lafuente |